# Oxford (Michigan)
Oxford é uma aldeia localizada no estado americano de Michigan, no Condado de Oakland.

## Demografia
Segundo o censo americano de 2000, a sua população era de 3540 habitantes.
Em 2006, foi estimada uma população de 3580, um aumento de 40 (1.1%).

## Geografia
De acordo com o United States Census Bureau tem uma área de 3,7 km², dos quais 3,2 km² cobertos por terra e 0,5 km² cobertos por água. Oxford localiza-se a aproximadamente 320 m acima do nível do mar.

## Localidades na vizinhança
O diagrama seguinte representa as localidades num raio de 16 km ao redor de Oxford.